# 3970 Herran
A 3970 Herran (ideiglenes jelöléssel 1979 ME9) a Naprendszer kisbolygóövében található aszteroida. Carlos Torres fedezte fel 1979. június 28-án.